# 杰拉尔德·海
杰拉尔德·海（英語：Gerald Hay，1946年10月9日—），加拿大、澳大利亚男子举重运动员。他曾代表澳大利亚参加1974年英联邦运动会举重比赛，获得一枚银牌。他也曾参加1964年夏季奥林匹克运动会。